# Дело Димы Яковлева
Чейс Харрисон (англ. Chase Harrison, полное имя до усыновления Дмитрий Алексеевич Яковлев), более известный как Дима Яковлев (1 ноября 2006 — 8 июля 2008) — несовершеннолетний российский ребёнок, погибший вскоре после усыновления гражданами США.

## Усыновление
Дима Яковлев родился в 2006 году в Псковской области. Его мать в своё время воспитывалась в детском доме. Вскоре после рождения он был помещён в Псковский областной Дом ребёнка для детей с органическим поражением центральной нервной системы с нарушениями психики, расположенный в городе Печоры. Мать дала письменное согласие на возможное усыновление. Неоднократно предпринимались безуспешные попытки устроить ребёнка в российскую семью. Желание усыновить его изъявили граждане США, супруги Майлс Харрисон и Кэрол Линн Эксманн-Харрисон, совершившие три поездки в Россию с целью усыновления ребёнка. Майлс Харрисон является исполнительным директором консалтинговой фирмы «Project Solutions Group» в Херндоне (Herndon, штат Виргиния). 21 февраля 2008 года Псковский областной суд постановил разрешить Харрисонам усыновить Диму Яковлева. После усыновления он получил фамилию приёмных родителей — Харрисон, и имя Чейз.
В конце 2012 года в российских СМИ появилась информация, согласно которой родные бабушка и дедушка Димы Яковлева утверждают, что пытались во время процедур усыновления получить опеку над ребёнком, но им было отказано.
25 декабря 2012 года Следственный комитет РФ заявил о начале доследственной проверки по сообщениям в СМИ о препятствовании в получении опеки над Димой Яковлевым его родственниками.
По сообщениям СМИ, при усыновлении были допущены нарушения. Эксперты-графологи подтвердили факт подделки подписи бабушки Димы Яковлева на документах с отказом от усыновления.

## Гибель
Спустя три месяца после усыновления, 8 июля 2008 года, в возрасте 21 месяца, Дима погиб в результате того, что был оставлен Майлсом Харрисоном на 9 часов в закрытом автомобиле GMC Yukon на 32-градусной жаре. Майлс Харрисон посадил Диму на заднее сиденье автомобиля дома в городе Пурсервилль в штате Виргиния и затем оставил автомобиль на стоянке около своей работы в Херндоне (около 40 км от Пурсервилля), будучи уверенным, что оставил сына в яслях KinderCare в Эшбёрне по дороге. По словам метеорологов, при 32-градусной жаре температура внутри закрытого автомобиля может достичь 54 градусов. В ходе следствия Майлс Харрисон сказал, что должен был завезти ребёнка в детсад, но поскольку он торопился на работу, то забыл об этом.

## Процесс
По американскому законодательству его приёмному отцу Майлсу Харрисону грозило до 10 лет лишения свободы за непреднамеренное убийство (англ. manslaughter), но 17 декабря он был полностью оправдан американским судом.
Позже в СМИ сообщалось о нескольких судах по аналогичным случаям в США, в которых родители, оставившие своих детей в детских креслах на задних сиденьях автомашин, были оправданы, иногда обвинение вообще не предъявлялось. Всего с 1998 по 2014 г. от теплового удара в закрытом автомобиле в США скончались 629 детей. Менее чем в половине случаев было возбуждено судебное дело, и менее чем в четверти случаев решением суда было лишение свободы (по состоянию на 2007 год).
В феврале 2009 года Майлс Харрисон сказал в интервью The Washington Post:

Я молю российский народ о прощении. Есть хорошие люди в этой стране, которые заслуживают детей, и есть дети в России, которые нуждаются в родителях. Пожалуйста, не наказывайте всех за мою ошибку.
Оригинальный текст (англ.)I pray for forgiveness from the Russian people. There are good people in this country who deserve children, and there are children in Russia who need parents. Please don't punish everyone for my mistake.

## Реакция в России
Решение американского суда по делу Димы Яковлева вызвало бурную реакцию в российских СМИ и правительстве. 30 декабря 2008 года Следственный комитет при прокуратуре России возбудил уголовное дело с целью выяснить обстоятельства гибели ребёнка, а также подтвердить факт законности его усыновления. Следственный комитет сообщил: «Установлено, что полуторагодовалый Дима Яковлев погиб 8 июля 2008 года, когда его приёмный отец Майлс Харрисон оставил мальчика закрытым в машине на 9 часов при 50-градусной жаре. Ребёнок был усыновлён в России за три месяца до трагедии».
В конце 2012 года в России в Госдуму был внесён законопроект № 186614-6 (часто называемый «ответом на закон Магнитского»), одна из поправок к которому запрещала гражданам США усыновлять российских детей. Партией Единая Россия было предложено назвать закон в память о Диме Яковлеве. Депутат Вячеслав Никонов предложил посвятить закон памяти всех погибших в США усыновлённых детей из России. 28 декабря 2012 года закон был подписан президентом РФ Владимиром Путиным и вступил в действие с 1 января 2013 года.
Известный педиатр и хирург, президент Национальной медицинской палаты России Леонид Рошаль предложил установить в Москве «народный памятник Диме Яковлеву». По словам Рошаля, погибший несколько лет назад ребёнок «спасает у нас безродительских детей».